# Hylonympha macrocerca
Hylonympha macrocerca là một loài chim trong họ Chim ruồi.